# Lillebælt Halvmarathon
Lillebælt Halvmarathon er et årligt motionsløb med start og mål i Middelfart og går over den gamle Lillebæltsbro. Det er organiseret af klubben Lillebælt I Løb efter IAAF´s regler. Ruten er desuden opmålt af DAF (Dansk Atletik Forbund) og dermed godkendt til at sætte rekorder på.Skabelon:DAF
Lillebælt Halvmarathon (arrangeres af Mads Stryhn & Lillebælt i Løb) første løb var i 2008. Løbet afvikles først i maj måned på en rute med start på havnen i Middelfart over Den Gamle Lillebæltsbro og en rundstrækning i Snoghøj og Erritsø, retur over broen igen hvor ruten går igennem dyrehaven ved Hindsgavl Slot til mål på havnen i Middelfart. I forbindelse med det nye rådhusbyggeri i Middelfart, vælger man at flytte start- og målområde til Teglgårdsparken - Middelfarts gamle Sindssygeanstalt. 
Løbet tiltrækker hvert år ca. 25-30.000 tilskuere og er en af største halvmarathon i Danmark. Løbet blev i 2011 nomineret som Danmarks løb #1. Deltagerne kommer fra hele Danmark. I forbindelse med løbet har der været afviklet landskamp mellem Danmark, Norge, Skotland og England. I 2014 var løbet også vært for de danske mesterskaber på halvmaraton.
|      |           | Mænd             | Mænd    | Mænd    | Kvinder                   | Kvinder  | Kvinder |
| ÅR   | Tilmeldte | Navn             | Land    | Tid     | Navn                      | Land     | Tid     |
| ---- | --------- | ---------------- | ------- | ------- | ------------------------- | -------- | ------- |
| 2008 | 7.500     | Benjamin Serem   | Kenya   | 1:04:04 | Pauline Njery             | Danmark  | 1:13:51 |
| 2009 | 10.000    | David Kibet      | Kenya   | 1:06:16 | Alyson Dixon              | England  | 1:16:00 |
| 2010 | 10.000    | Matt Bond        | England | 1:05:32 | Katt Grimmett             | England  | 1:14:08 |
| 2011 | 11.000    | Toby Lampert     | England | 1:07:41 | Dorte Viberg              | Danmark  | 1:15:19 |
| 2012 | 11.000    | Henrik Them      | Danmark | 1:05:42 | Hayley Haining            | Skotland | 1:15:27 |
| 2013 | 11.000    | Caleb Ngetics    | Kenya   | 1:07:04 | Annie Golden Bersagel     | Norge    | 1:14:05 |
| 2014 | 11.000    | Thijs Nijhuis    | Danmark | 1:07:44 | Louise Langelund Batting  | Danmark  | 1:15:54 |
| 2015 | 11.000    | Thijs Nijhuis    | Danmark | 1:05:11 | Jessie Sanzo              | England  | 1:15:49 |
| 2016 | 11.000    | David Nielsson   | Sverige | 1:07:50 | Jessica Draskau-Petersson | Danmark  | 1:14:43 |
| 2017 | 11.000    | Gert-Jan Wassink | Holland | 1:05:47 | Hannah Walker             | England  | 1:14:25 |
| 2018 | 11.000    | Peter Huck       | England | 1:07:27 | Fiona Brian               | Skotland | 1:16:48 |